# Barbara Island (Antarktika)
Barbara Island (in Chile Isla Bárbara, in Argentinien Islote Barbara) ist die nördlichste und größte Insel der Debenham-Inseln, die vor der Fallières-Küste des Grahamlandes in der Antarktis liegen.
Sie wurde von der Britischen Grahamland-Expedition (BLGE) im Februar 1936 unter John Rymill entdeckt. Er benannte sie nach Barbara Lempriere Debenham (* 1917), der ältesten Tochter von Frank Debenham, einem Mitglied des British Graham Land Expedition Advisory Committee.
Bis 1969 hatte der vorrückende Northeast-Gletscher die halbe Insel bedeckt. Im Jahr 1972 beobachtete man an Bord der Endurance, dass der Gletscher die Insel mittlerweile fast vollständig bedeckte.